# Palazzo Editions
La Palazzo Editions è una casa editrice britannica indipendente fondata a Bath. L'azienda produce libri illustrati riguardanti i settori di architettura, arte, biografie, libri per bambini, la fantasia, la cultura popolare e la storia.